# روبرت د. راي
روبرت د. راي (بالإنجليزية: Robert Dolph Ray)‏ هو محامي وسياسي أمريكي، ولد في 26 سبتمبر 1928 بدي موين في الولايات المتحدة، وتوفي بنفس المكان في 8 يوليو 2018 بسبب مرض باركنسون. حزبياً، نشط في الحزب الجمهوري. وقد انتخب حاكم أيوا ‏ (16 يناير 1969 – 14 يناير 1983).